# Vicia
Vicia este un gen de plante din familia  Fabaceae.

## Specii
Cuprinde  circa 150 specii.